# Prasinocyma perpulverata
Prasinocyma perpulverata är en fjärilsart som beskrevs av Louis Beethoven Prout 1916. Prasinocyma perpulverata ingår i släktet Prasinocyma och familjen mätare. Inga underarter finns listade i Catalogue of Life.